# オトッペ
『オトッペ』は、NHK Eテレで2017年（平成29年）4月3日から2024年（令和6年）3月29日まで放送されていた1話5分のテレビアニメ。
キャッチコピーは「音は、ふしぎの入り口だ。」。

## 概要
見慣れたいつもの風景も、音に注目すると様々な発見がある。『オトッペ』は「聴察」をコンセプトに、身の周りの音に注目することで、子どもたちの好奇心を刺激するエデュテインメントアニメである。
番組と連動したスマートフォン用アプリ『オトッペずかん』を使用して、身の周りの音からオトッペを収集するゲーム的要素もある。
キャッチーな楽曲が好評を博し、公式YouTubeチャンネルは累計1億4千万回再生を突破している。
カラフルな色彩や曲折的なデザイン、ナンセンスなスタイルも特徴。
2017年、第44回日本賞幼児向けカテゴリー優秀賞2位に『OTOPPE! Soundlings』として入賞。
2020年、第60回ACC TOKYO CREATIVITY AWARDSクリエイティブイノベーション部門で銀賞、ブランデッド・コミュニケーション部門で銅賞を受賞。
2024年3月29日をもって放送を終了した。これにより7年間の歴史に幕を下ろした。放送終了に伴い、『オトッペずかん』についても同年5月31日をもってサービスを終了した。YouTubeのオトッペ町役場公式チャンネルは放送終了後も継続される。

## ストーリー
世界一のDJを目指すシーナは、ある日、音探しをしている最中に虹色に光る大きな扉を見つける。扉から聞こえるたくさんの音につられたシーナが中に飛び込むと、そこは音から生まれた不思議な生きもの「オトッペ」たちが暮らすオトッペタウンだった。シーナは、気まぐれな風のオトッペ・ウィンディをはじめ、愉快なオトッペたちとへんてこな毎日を過ごし始める。

## 登場キャラクター
- 特筆のない限り、全員オトッペタウンで暮らしている。
- 登場するオトッペは、その生まれたものにちなんだ擬音語を口癖とすることが多い。

シーナ
声 - 久野美咲
通称「DJシーナ」。本作の主人公。登場キャラクターの中では唯一の人間。本名は「シナ・スタジア」。世界一のDJを目指している少女。大好きな音につられてオトッペタウンに迷い込み、ひょんなことからウィンディの家に居候することになる。お気に入りのランドセル型DJセット（DJブース）とマイクを常に持ち歩いている。オトッペを手持ちのレコードの中に入れて、その音でDJプレイすることができる。髪型は右から見ると女児的、左から見ると男児的なデザイン。「…ダス」「YO!」のような独特な語尾をつけて話すことがある。ドジっ子。「オトッペカップでひっさつ技」では、オトッペたちのパワーを持つ「ファイナル・オトデミックス・フラッシュ・フレンドシップ」が授けられた。
ウィンディ
声 - 井口裕香
風のオトッペ。背中の羽で自在に飛べる。いい加減で気まぐれな性格で、無責任な発言をしてはたびたび大変な目に合っている。時折辛辣な発言をする。オトッペタウンの入り口である扉を閉め忘れたために、シーナがオトッペタウンに迷い込んでしまう。
メタルク
声 - 千葉進歩
金属のオトッペ。メタルク重工の社長。真面目な性格でいい加減なウィンディたちをフォローしているが、損な立ち回りになることが多い。以前メタルバンドを組んでいたことから、当時を思い出すと一変して激しい性格になる。
フレイミー
声 - 木内秀信
火のオトッペ。屋台を営んでいる。暑苦しい性格である一方、純粋で振り回されやすい。本当はウィンディの様に空中を自在に浮遊できるが、高所恐怖症の為地面からほんの少ししか浮けず、落とし穴にもしっかり引っかかる。ウォッタの大ファンだが水は苦手。
ウッドウッド
声 - 木内秀信
木のオトッペ。オトッペタウンの町長。おおらかな性格で、オトッペタウンに迷い込んでしまったシーナをすぐに受け入れる。誰に対しても敬語で話す。若く見えるが実はかなりの長寿。
モータロン
声 - 渡辺明乃
エンジンのオトッペ。カフェを経営している。キザな性格だが、緊張するとパニックになり、すぐエンストしてしまう。また、速そうなエンジン音に反して足は遅い。フレイミーとはあらゆる面でライバル関係。
ウォッタ
声 - 小原好美
水のオトッペ。トップアイドルを目指しているが、音痴だが歌自体は上手な模様、グラストンのコーラス教室に通って歌の練習をしている。涙もろい反面、意外と力持ち。水のオトッペであるためか火は苦手。
ペッペラーノ
声 - 桐井大介
紙のオトッペ。調子が良く、薄っぺらい言葉を並べ立てる。オトッペタウンの人気ラジオ番組「ペッペラーノラジオ」のDJ。同じDJとしてシーナをライバル視する。グラストンとは親しい間柄。
グラストン
声 - 千葉進歩
ガラスのオトッペ。コーラス教室の先生。女性口調で話す。繊細で怒りっぽく、それが原因で生徒から逃げられてしまう事もあり、本人もあまり怒らないように気を付けている。
ドアモリソン
声 - 大山鎬則
ドアのオトッペ。普段は真面目で寡黙だが、心を開いた相手にはハイテンションで接する。メタルクの工場でアルバイトとして働いている。将来の夢は小説家で、たびたび創作した「オト物語」を語りだす。
カットン
声 - 浅野まゆみ
はさみのオトッペ。まだ幼いが、オトッペタウン一の切れ者で、様々な問題を解決してくれる。周りからは「カットンちゃん」と、ちゃん付けで呼ばれており、カットン自身も他のオトッペを「先輩」と呼ぶ。突飛な発想をするウィンディに憧れている。
ウィンディパパ
声 - 大山鎬則
南風のオトッペ。ウィンディの父。普段は仕事で家にはいない。嵐と共にやって来るのがこだわり。ウィンディを溺愛しており、離れて暮らすウィンディに様々な届け物を送る。
エレキー
声 - 飯島肇
電気のオトッペ。通称「ドクターエレキー」。不気味な巨大な館に住んでおり、天才発明家を自称している。「ヌヒョヒョ」という変わった笑い方をする。
ピコル
電子のオトッペ。エレキーの助手を務めている。台詞は無く、電子音でコミュニケーションをとる。同一個体が何体もいる。
ポトレイン
声 - 桐井大介
電車のオトッペ。郵便屋を務めている。礼儀正しく、何事も時間通りでないと気が済まない性格。爽やかで住民からの人気が高く、ファンも多い。
マネスキー
声 - 渡辺明乃
お金のオトッペ。京都弁のような口調で話す。なんでも屋「ショップマネスキー」の店長であると共に、ミミヨリ商店街の会長。町内の耳寄り情報は全部把握していると豪語する情報通。金にがめつく、しばしば商品を高値で売り付ける。語尾に「…だペソ」とつけたり、商品を買ってもらえた際には「お買い上げありがポンド」と言ったり、「ドルドル」と笑ったりするなど、通貨単位をよく口にする。
ウミッタ
声 - 小原好美
海のオトッペ。ウォッタの祖母。体が巨大。海の中に住んでおり、駆け出しのウォッタを優しく見守っている。
ウエスティ
声 - 西島秀俊
西風のオトッペ。ウィンディの憧れのいとこ。西から東へと旅を続けており、かっこいい「語録」を口にする。西部劇風でかっこいいが、どこか抜けているところがある。フレイミーとは旧知の仲。
ヒーヒー&ルールー
声 - 浅野まゆみ
靴のオトッペ。ヒールーオトナオトッペアカデミーの先生で、双子の姉妹。ヒーヒーは厳しく指導し、ルールーは褒めて伸ばす。
ハナビート
声 - 志田有彩
花火のオトッペ。ビートが大好きなダンサー。大都会・グレートーンシティからオトッペタウンにやって来た。彼女のダンスで金儲けができると踏んだウィンディ扮するウィンPのプロデュースにより、シーナとユニット・オードローズを結成した。以降はモータロンのカフェでアルバイトとして働いている。
パティシーモフ
声 - 井口裕香
お菓子のオトッペ。小柄で可愛らしいが臆病な性格。少女漫画『お菓子なロマンス』の作者で、ウォッタはこの漫画の大ファン。「ふもふもー」と喋る。
ベルベリー
声 - 山下誠一郎
ベルのオトッペ。「未来のオト」を聞いて予言する力を持つ。語尾に「なんだな」とつけて話す。普段はのんびりとした声だが、予言を話すときだけはかっこいい声になる。
フクビー
声 - 福田充徳（チュートリアル）
ふくびきのオトッペ。抽選器のような外見で、ミミヨリ商店街内に置かれている。陽気な関西弁で客を惹きつける。実は抽選器自体は本体ではなく、中に入っている金色の玉が本体である。
ブックラーノ
声 - 木内秀信
本のオトッペ。ペッペラーノの弟。豊富な知識量から、町役場の資料室で室長を務める。兄とは正反対の堅苦しい性格で、体格も兄より巨大。語尾に「…でございまーす」とつけて話す。虫が苦手。
イシマル
声 - 金子彩花
石のオトッペ。頑固な性格で、さも一人前の忍者であるかのように振る舞うが、実際はヒールーオトナオトッペアカデミーの生徒であり、修行中の身である。
プー＆スー＆ブー
声 - 山下誠一郎（スー）、金子彩花（プー＆ブー）
おならのオトッペ。「ヘリュージョン」と呼ばれるマジックを得意とする旅芸人の一家。
ボルボン
声 - 山下誠一郎
ボールのオトッペ。ツッコミモードになるとボールの形になり広島弁になる。
ワイワイ
声 - 矢吹涼子
にぎやかしのオトッペ。姿かたちや職業は様々だが、皆「ワイワイ」としか喋らない。
ワイやまさん
声 - 千葉進歩
パティシーモフの編集担当のワイワイ。
ワイワイバーグ監督
ウォッタが主演の映画を撮ろうとしたことがある。また、オトッペタウンのPR動画としてMADムービーを作成したことがある。

## コーナー
オトッペキャッチ
アプリ『オトッペずかん』を使用してアニメに登場するオトッペを手に入れることができる。手に入るオトッペは話数によって決まっている。基本は水曜日と金曜日、不定期で日曜日の放送分の最後に実施されるが、5日間全てこのコーナーのある話で構成された週もあった。アプリのモードは実施日の放送時間のみしか開かない為、放送中の5分間のみしかオトッペを手に入れることはできない（再放送や、本来の放送時間以外の穴埋め放送等で手に入れることは可能）。
- 未所持のオトッペを手に入れた場合、既に手に入れた全てのオトッペの「オトパワー」が5増加する（既所持の場合は1増加）。
- 実施日以外はアプリの使用方法（46話まで）と視聴者から送られてきたオトッペを紹介する。

### 特別編
みのまわりのオトッペをさがそう
シーナによるアプリの「さがす」機能の紹介。
日本のオトッペ
ナレーション - 久嶋志帆
日本の音風景100選の中から選ばれた音から生まれた、全国の「ごとうちオトッペ」を紹介する。
おしえて！ ペッペラーノ
ペッペラーノがオトッペにまつわる疑問、質問に答えるコーナー。
視聴者が見つけたオトッペの紹介（仮称）
通常版で最後に放送されるコーナーの拡大版。2020年度以降の放送分ではウィンディのコメントが入るようになった。
世界のオトマトペエクササイズ
ウィンディが世界各国のオノマトペをリズムに合わせながら紹介する。
おとねんど
撮影 - 島本幸作
シーナが音を粘土に見立て、曲げたり縮めたり伸ばしたりして音を変化させ、それを組み合わせることで音楽をつくる。

## 主題歌・関連楽曲
特に記述の無い限り、作詞は「Teamオトッペ」が、作曲は吉田ゐさおが担当。

### 主題歌
オープニングテーマ
「ウキウキオトッペ」
唄 - DJシーナ（久野美咲）
エンディングテーマ
初回放送の放送回を記載。
「きっとそばにいる」（1話）
唄 - みさきぼっち
「恋するなべぶぎょう」（47話）
唄 - もえか（まちだガールズ・クワイア）、オトッペ歌唱部
46話では挿入歌として使用。
「OH! OH! オトッペ」（61話）
作詞 - 向田邦彦 / 唄 - ウィンディ（井口裕香） / コーラス - 大山鎬則、Nakanoまる、もえか、DJデューラー、中村はぢめ、吉田ゐさお / 背景イラスト - 大桃洋祐
「バラバラバンバ」（99話）
唄 - DJシーナ（久野美咲）、ウィンディ（井口裕香）、メタルク（千葉進歩） / コーラス - 吉田ゐさお / 演出 - 飯塚貴士
「パプリカ」 オトッペバージョン（120話）
作詞・作曲・編曲 - 米津玄師 / 振付 - 辻本知彦＋菅原小春 / 唄 - DJシーナ（久野美咲）
「チャラ・ザ・ワールド」（129話）
作詞 - 吉崎崇二 / 唄 - オードローズ（DJシーナ（久野美咲）、ハナビート（志田有彩））
「ミーチャッタ・ダンス」（146話）
振付 - かぶきもん / 唄 - DJシーナ（久野美咲）、ウィンディ（井口裕香）、ウォッタ（小原好美）、メタルク（千葉進歩）
「おおきなくりの きのしたで」（160話）
作詞・作曲 - 不詳 / 唄 - DJシーナ（久野美咲）
「むすんで ひらいて」（165話）
作詞 - 不詳 / 作曲 - ジャン＝ジャック・ルソー / 唄 - DJシーナ（久野美咲）
「おべんとうばこのうた」（165話）
作詞・作曲 - 不詳 / 唄 - DJシーナ（久野美咲）
「オトッペおんど」（174話）
唄 - 天童よしみ / 合いの手 - DJシーナ（久野美咲）、ウィンディ（井口裕香）、メタルク（千葉進歩） / 演奏 - 山口れお 吹奏楽団 / 三味線 - 小山豊 / 振付 - かぶきもん
「おくちディスコ」（190話）
作詞 - Teamオトッペ with 向田邦彦 / 唄 - DJシーナ（久野美咲）、ウィンディ（井口裕香）、ペッペラーノ（桐井大介） / 振付 - 吉田ゐさお
月曜日は1番、火曜日は2番、木曜日は3番が流れた。
「ワオーン！ ワオーン！ ワオーン！」（211話）
作詞 - Teamオトッペ、吉田ゐさお / 唄 - メタルク（千葉進歩） / コーラス - ワオーン・ドッグス（ベイビー・ブー） / 演出 - 飯塚貴士
「ボンソワルツ」（226話）
作詞 - Teamオトッペ、吉田ゐさお / 作曲 - 吉田ゐさお / 唄 - パオロ / 演出・キャラクターデザイン - おおばる / アニメーション - 富樫一望
「せんぷうきチューン」（241話）
作曲 - 吉田ゐさお / 唄 - DJシーナ（久野美咲）、ウィンディ（井口裕香）、メタルク（千葉進歩）
「ゲット・オン・ザ・風呂」（251話）
作曲 - 吉田ゐさお / 唄 - 木梨憲武、DJシーナ（久野美咲）、ウィンディ（井口裕香） / 題字 - もくもくちゃん

### 関連楽曲
「パプリカ」 オトッペ 野原バージョン
唄 - ウィンディ（井口裕香）、DJシーナ（久野美咲）、メタルク（千葉進歩）

## 放送・配信
放送時間
| 期間       | 期間       | 放送時間（JST） | 放送時間（JST） | 放送時間（JST） |
| 期間       | 期間       | 平日（朝）      | 平日（夕方）    | 日曜            |
| ---------- | ---------- | --------------- | --------------- | --------------- |
| 2017.04.03 | 2018.04.01 | 8:40 - 8:45     | 17:55 - 18:00   | 7:15 - 7:20     |
| 2018.04.02 | 2021.03.28 | 8:40 - 8:45     | 17:55 - 18:00   | 7:40 - 7:45     |
| 2021.03.29 | 2022.04.03 | 6:35 - 6:40     | 17:55 - 18:00   | 放送なし        |
| 2022.04.04 | 2023.04.02 | 6:50 - 6:55     | 17:10 - 17:15   | 放送なし        |
| 2023.04.03 | 2024.03.31 | 6:50 - 6:55     | 放送なし        | 放送なし        |

- 平日（夕方）は再放送。2020年度まで日曜にも再放送していた。
- 土曜は放送しておらず、2021年度からは日曜も放送しなくなった。
- 2023年3月31日をもって本編は完結し、平日夕方の再放送も終了した。
- 2023年4月3日からは平日朝のみの放送で、全て再放送となった。

インターネット配信
| 配信開始日     | 配信サイト             | 配信話数         |
| -------------- | ---------------------- | ---------------- |
| 2020年3月1日   | NHKプラス              | 一週間見逃し配信 |
| 2019年4月25日  | Rakuten TV             | 1話 - 82話       |
| 2019年5月17日  | ビデオマーケット       | 1話 - 82話       |
| 2019年6月5日   | Youtube / Amazonビデオ | 1話 - 82話       |
| 2019年6月28日  | dアニメストア          | 1話 - 82話       |
| 2019年9月17日  | Amazon Prime Video     | 1話 - 82話       |
| 2020年3月23日  | Hulu                   | 1話 - 82話       |
| 2020年10月24日 | FOD                    | 1話 - 119話      |

- 特別編はNHKプラスのみ配信。

## 各話リスト
- 脚本はオープニングに記載されているものに基づく。
- オトッペキャッチ欄内で太字のものは、その回で初出のもの。
- 初回放送日と通算話数についてはあくまで大雑把な目安であり、必ずしも公式なものではない。

### 2017年度
| 初回放送日      | 話数 | サブタイトル                   | 脚本     | オトッペキャッチ |
| --------------- | ---- | ------------------------------ | -------- | ---------------- |
| 2017年 04月03日 | 01   | シーナ、ウィンディに出会う     | 宮本武史 | -                |
| 04月04日        | 02   | シーナのDJプレイ！             | 宮本武史 | -                |
| 04月05日        | 03   | シーナ、フレイミーの屋台へ行く | 向田邦彦 | ウィンディ       |
| 04月06日        | 04   | ウッドウッドのオトクイズ       | 吉崎崇二 | -                |
| 04月07日        | 05   | シーナの部屋探し               | 向田邦彦 | メタルク         |
| 04月17日        | 06   | ウィンディの秘密の小箱         | 向田邦彦 | -                |
| 04月18日        | 07   | シーナ、モータロンに出会う     | 向田邦彦 | -                |
| 04月19日        | 08   | くさぶえ発表会                 | 飯塚貴士 | フレイミー       |
| 04月20日        | 09   | 合わせろ！ 運動ハーモニー      | 宮本武史 | -                |
| 04月21日        | 010  | ウッドウッドをおどらせたい！   | 吉崎崇二 | ウッドウッド     |
| 05月08日        | 011  | ウォッタはアイドル             | 宮本武史 | -                |
| 05月09日        | 012  | ウォッタのオーディション写真   | 吉崎崇二 | -                |
| 05月10日        | 013  | 消えたDJセット                 | 宮本武史 | モータロン       |
| 05月11日        | 014  | DJペッペラーノ                 | 宮本武史 | -                |
| 05月12日        | 015  | シーナとペッペラーノの対決     | 吉崎崇二 | ウォッタ         |
| 05月29日        | 016  | グラストンのコーラス教室       | 吉崎崇二 | -                |
| 05月30日        | 017  | ウィンディ、かぜをひく         | 向田邦彦 | -                |
| 05月31日        | 018  | メタルクの七変化               | 飯塚貴士 | ウィンディ       |
| 06月01日        | 019  | ウィンディ、旅立つ！           | 宮本武史 | -                |
| 06月02日        | 020  | オト温泉                       | 宮本武史 | ペッペラーノ     |
| 06月19日        | 021  | ひらけ！ ドアモリソン！        | 宮本武史 | -                |
| 06月20日        | 022  | ウィンディのさいあくな1日      | 向田邦彦 | -                |
| 06月21日        | 023  | 夜のオトッペタウン             | 向田邦彦 | グラストン       |
| 06月22日        | 024  | ウォッタ、スカウトされる       | 向田邦彦 | -                |
| 06月23日        | 025  | シーナのどうくつ探検           | 向田邦彦 | メタルク         |
| 07月10日        | 026  | シーナの脱出大作戦             | 宮本武史 | -                |
| 07月11日        | 027  | 町役場のひみつ                 | 吉崎崇二 | -                |
| 07月12日        | 028  | 透明オトッペ                   | 宮本武史 | ウッドウッド     |
| 07月13日        | 029  | オトキノコを追え！             | 宮本武史 | -                |
| 07月14日        | 030  | オトウイルス                   | 飯塚貴士 | フレイミー       |
| 09月04日        | 031  | 起きてよ！ ウィンディ          | 宮本武史 | -                |
| 09月05日        | 032  | 小さなきれものカットン         | 吉崎崇二 | -                |
| 09月06日        | 033  | オトナリ橋を渡ろう！           | 吉崎崇二 | カットン         |
| 09月07日        | 034  | 大物DJシーナ                   | 宮本武史 | -                |
| 09月08日        | 035  | メタルウィンディ               | 宮本武史 | ウォッタ         |
| 09月25日        | 036  | ウィンディパパが来る前に       | 向田邦彦 | -                |
| 09月26日        | 037  | ウィンディパパの会社訪問       | 向田邦彦 | -                |
| 09月27日        | 038  | ウィンディパパとDJセット       | 向田邦彦 | ウィンディパパ   |
| 09月28日        | 039  | さようなら、ウィンディパパ     | 向田邦彦 | -                |
| 09月29日        | 040  | なが〜〜〜い音対決             | 宮本武史 | モータロン       |
| 10月16日        | 041  | ウッドウッドのねがいごと       | 向田邦彦 | -                |
| 10月17日        | 042  | くらやみリッスン               | 飯塚貴士 | -                |
| 10月18日        | 043  | オトペサイズ                   | 吉崎崇二 | ドアモリソン     |
| 10月19日        | 044  | オト物語の発表会               | 宮本武史 | -                |
| 10月20日        | 045  | ペッペラーノはアーティスト     | 向田邦彦 | ペッペラーノ     |
| 11月13日        | 046  | 恋するなべぶぎょう             | 宮本武史 | -                |
| 11月14日        | 047  | 水にうたえば                   | 飯塚貴士 | -                |
| 11月15日        | 048  | オトバナナがほしい！           | 宮本武史 | ワイワイ (赤)    |
| 11月16日        | 049  | おいしい音、めしあがれ         | 吉崎崇二 | -                |
| 11月17日        | 050  | 音の望遠鏡                     | 向田邦彦 | グラストン       |
| 2018年 01月15日 | 051  | カットンのお片付け             | 吉崎崇二 | -                |
| 01月16日        | 052  | われらオトたんけんたい         | 飯塚貴士 | -                |
| 01月17日        | 053  | 発明家ドクターエレキー         | 向田邦彦 | エレキー         |
| 01月18日        | 054  | まぼろしの音を探せ！           | 向田邦彦 | -                |
| 01月19日        | 055  | いれかわりパニック             | 向田邦彦 | カットン         |
| 02月05日        | 056  | グラストンのいやしの庭         | 飯塚貴士 | -                |
| 02月06日        | 057  | フレイミーのヌルヌルオイル     | 吉崎崇二 | -                |
| 02月07日        | 058  | ウォッタと秘密のどうくつ       | 向田邦彦 | ドアモリソン     |
| 02月08日        | 059  | オトたんていシー&ウィー        | 宮本武史 | -                |
| 02月09日        | 060  | さわやかウッドモーニング       | 宮本武史 | ピコル           |

### 2018年度
この年度から、金曜日に特別編が放送されるようになった（再放送は必ずしもその限りではない）。特別編のサブタイトルについては当初、通し番号で記載されていたが、2020年度から個別のサブタイトルが記載されるようになった。それ以前の特別編についても再放送される際には個別のサブタイトルが使われるようになったが、ここでは初回放送時のサブタイトルを記載した。
| 初回放送日      | 話数 | サブタイトル                   | 脚本     | オトッペキャッチ            | 日本のオトッペ |
| --------------- | ---- | ------------------------------ | -------- | --------------------------- | -------------- |
| 2018年 04月02日 | 061  | シーナ、朝のれんしゅう         | 宮本武史 | -                           |                |
| 04月03日        | 062  | ウィンディの春いちばん         | 宮本武史 | -                           |                |
| 04月04日        | 063  | オトッペタウンのゆうびんやさん | 向田邦彦 | ポトレイン                  |                |
| 04月05日        | 064  | ポトレインとリレー対決         | 向田邦彦 | -                           |                |
| 04月06日        | 065  | 特別編 (1)                     | -        | ウィンディ                  | 青森県         |
| 04月16日        | 066  | ミミヨリしょうてんがい         | 宮本武史 | -                           |                |
| 04月17日        | 067  | ひっさつ技、オトシート！       | 向田邦彦 | -                           |                |
| 04月18日        | 068  | ペラペラなやみ相談室           | 向田邦彦 | メタルク (ヘビメタモード)   |                |
| 04月19日        | 069  | 音の化石                       | 向田邦彦 | -                           |                |
| 04月20日        | 070  | 特別編 (2)                     | -        | フレイミー                  | 島根県         |
| 05月14日        | 071  | ウキウキパワーのひみつ         | 飯塚貴士 | -                           |                |
| 05月15日        | 072  | 怒ってよ、メタルク             | 向田邦彦 | -                           |                |
| 05月16日        | 073  | ウォッタのクッキング           | 宮本武史 | ワイワイ (青)               |                |
| 05月17日        | 074  | 時間をまもるぞ、ポトレイン     | 向田邦彦 | -                           |                |
| 05月18日        | 075  | 特別編 (3)                     | -        | メタルク                    | 三重県         |
| 06月18日        | 076  | メタルクのいない工場で         | 吉崎崇二 | -                           |                |
| 06月19日        | 077  | ウォッタのデビュー曲           | 向田邦彦 | -                           |                |
| 06月20日        | 078  | 恐怖のレコーディング           | 向田邦彦 | ウォッタ (ちからもちモード) |                |
| 06月21日        | 079  | 帰ってきたシー&ウィー          | 宮本武史 | -                           |                |
| 06月22日        | 080  | 特別編 (4)                     | -        | ウッドウッド                | 岩手県         |
| 07月09日        | 081  | ケチョルドリンク               | 吉崎崇二 | -                           |                |
| 07月10日        | 082  | 育て！ オトモロコシ            | 向田邦彦 | -                           |                |
| 07月11日        | 083  | 何でも屋マネスキー             | 宮本武史 | マネスキー                  |                |
| 07月12日        | 084  | マネスキーは商売上手           | 宮本武史 | -                           |                |
| 07月13日        | 085  | 特別編 (5)                     | -        | モータロン                  | 和歌山県       |
| 09月03日        | 086  | カットンちゃんの大失敗         | 宮本武史 | -                           |                |
| 09月04日        | 087  | お金もち気分                   | 吉崎崇二 | -                           |                |
| 09月05日        | 088  | オトたんけんたい、海へ         | 飯塚貴士 | メタルウィンディ            |                |
| 09月06日        | 089  | 海辺でドッキリ                 | 飯塚貴士 | -                           |                |
| 09月07日        | 090  | 特別編 (6)                     | -        | ピコル                      | 熊本県         |
| 10月01日        | 091  | 開きっぱなしのドアモリソン     | 吉崎崇二 | -                           |                |
| 10月02日        | 092  | かっこいいオトッペ             | 宮本武史 | -                           |                |
| 10月03日        | 093  | ウエスティは背中で語る         | 宮本武史 | ウエスティ                  |                |
| 10月04日        | 094  | ウエスティの歓迎会             | 宮本武史 | -                           |                |
| 10月05日        | 095  | 特別編 (7)                     | -        | ウォッタ                    | 福島県         |
| 10月29日        | 096  | オト漫才で笑わせろ！           | 向田邦彦 | -                           |                |
| 10月30日        | 097  | ゆうしゅうな助手ピコル         | 飯塚貴士 | -                           |                |
| 10月31日        | 098  | ポトレインの神対応             | 向田邦彦 | ウエスティ (すてきモード)   |                |
| 11月01日        | 099  | 音がバッラバラ?!               | 宮本武史 | -                           |                |
| 11月02日        | 100  | 特別編 (8)                     | -        | ペッペラーノ                | 岐阜県         |
| 12月03日        | 101  | 夢のコゼニーランド             | 吉崎崇二 | -                           |                |
| 12月04日        | 102  | ウキウキ秘密基地               | 向田邦彦 | -                           |                |
| 12月05日        | 103  | バレちゃう？秘密基地           | 向田邦彦 | ウミッタ                    |                |
| 12月06日        | 104  | クイズ、オトジェスチャー       | 宮本武史 | -                           |                |
| 12月07日        | 105  | 特別編 (9)                     | -        | グラストン                  | 大阪府         |
| 2019年 01月07日 | 106  | 呼んでないのにシー&ウィー      | 飯塚貴士 | -                           |                |
| 01月08日        | 107  | なつかしオトモナカ             | 吉崎崇二 | -                           |                |
| 01月09日        | 108  | ウッドウッドのポクポク拳法     | 飯塚貴士 | ワイワイ (黃)               |                |
| 01月10日        | 109  | 秘密基地のヒミツ               | 向田邦彦 | -                           |                |
| 01月11日        | 110  | 特別編 (10)                    | -        | ドアモリソン                | 愛媛県         |
| 02月04日        | 111  | かなでろ青春！ オトかるた      | 飯塚貴士 | -                           |                |
| 02月05日        | 112  | オトナオトッペアカデミー       | 宮本武史 | -                           |                |
| 02月06日        | 113  | 茶道っぺでございます           | 宮本武史 | ヒーヒー                    |                |
| 02月07日        | 114  | ミニミニオトッペ危機一髪！     | 向田邦彦 | -                           |                |
| 02月08日        | 115  | 特別編 (11)                    | -        | ワイワイ (赤)               | 山口県         |
| 03月04日        | 116  | 燃えよ！油絵っぺ               | 吉崎崇二 | -                           |                |
| 03月05日        | 117  | はえる！オトグラフ             | 向田邦彦 | -                           |                |
| 03月06日        | 118  | 秘密基地が大ピンチ             | 宮本武史 | ルールー                    |                |
| 03月07日        | 119  | 秘密基地、最後の日?!           | 宮本武史 | -                           |                |
| 03月08日        | 120  | 特別編 (12)                    | -        | エレキー                    | 鳥取県         |

### 2019年度
| 初回放送日      | 話数 | サブタイトル                  | 脚本     | オトッペキャッチ              | 日本のオトッペ |
| --------------- | ---- | ----------------------------- | -------- | ----------------------------- | -------------- |
| 2019年 04月01日 | 121  | オトッペ昔話 ももたろう       | 向田邦彦 | -                             |                |
| 04月02日        | 122  | ウキウキがたりない            | 宮本武史 | -                             |                |
| 04月03日        | 123  | AIパパ                        | 吉崎崇二 | ウィンディ (つけまゆげモード) |                |
| 04月04日        | 124  | オトなぞかけ                  | 飯塚貴士 | -                             |                |
| 04月05日        | 125  | 特別編 (13)                   | -        | メタルク                      | 鹿児島県       |
| 04月29日        | 126  | オトッペ早口ことば            | 向田邦彦 | -                             |                |
| 04月30日        | 127  | 天才ダンサー？ ハナビート     | 宮本武史 | -                             |                |
| 05月01日        | 128  | わたしたちオードローズ        | 宮本武史 | ハナビート                    |                |
| 05月02日        | 129  | オトッペタウンの駅弁          | 飯塚貴士 | -                             |                |
| 05月03日        | 130  | 特別編 (14)                   | -        | マネスキー                    | 高知県         |
| 05月27日        | 131  | 呪いのカセットテープ          | 向田邦彦 | -                             |                |
| 05月28日        | 132  | お菓子なロマンス              | 宮本武史 | -                             |                |
| 05月29日        | 133  | パティシーモフのサイン会      | 宮本武史 | パティシーモフ                |                |
| 05月30日        | 134  | どんな音でもオードローズ      | 吉崎崇二 | -                             |                |
| 05月31日        | 135  | 特別編 (15)                   | -        | ウォッタ                      | 奈良県         |
| 06月24日        | 136  | ヤングウエスティ (出会い)     | 向田邦彦 | -                             |                |
| 06月25日        | 137  | ヤングウエスティ (旅立ちの日) | 向田邦彦 | -                             |                |
| 06月26日        | 138  | びしゃばしゃビーチサイド      | 飯塚貴士 | ヤングウエスティ              |                |
| 06月27日        | 139  | ネタ切れ？ モフ先生           | 宮本武史 | -                             |                |
| 06月28日        | 140  | 特別編 (16)                   | -        | ウィンディパパ                | 宮城県         |
| 09月02日        | 141  | オトさがしきょうそう          | 飯塚貴士 | -                             |                |
| 09月03日        | 142  | ウエスティ漂流記              | 向田邦彦 | -                             |                |
| 09月04日        | 143  | バイト始めました              | 宮本武史 | カットン (きじモード)         |                |
| 09月05日        | 144  | ピザをお届け、ハナビート！    | 宮本武史 | -                             |                |
| 09月06日        | 145  | 特別編 (17)                   | -        | ポトレイン                    | 北海道         |
| 09月30日        | 146  | ハヤリモノの木                | 宮本武史 | -                             |                |
| 10月01日        | 147  | オトッペ童話 シンデレラ       | 向田邦彦 | -                             |                |
| 10月02日        | 148  | ワイワイピョンピョン          | 宮本武史 | メタルク (おにモード)         |                |
| 10月03日        | 149  | ふるさとオトリヨセ            | 吉崎崇二 | -                             |                |
| 10月04日        | 150  | 特別編 (18)                   | -        | ヒーヒー                      | 新潟県         |
| 11月04日        | 151  | 聞こえるみらい                | 向田邦彦 | -                             |                |
| 11月05日        | 152  | 機械仕掛けのあくま            | 向田邦彦 | -                             |                |
| 11月06日        | 153  | ブラウッド                    | 飯塚貴士 | ヤングフレイミー              |                |
| 11月07日        | 154  | ふくびきで大あたり?!          | 吉崎崇二 | -                             |                |
| 11月08日        | 155  | 特別編 (19)                   | -        | ウィンディ (つけまゆげモード) | 富山県         |
| 12月02日        | 156  | ドナベ星人あらわる            | 向田邦彦 | -                             |                |
| 12月03日        | 157  | ふもふもワイワイ              | 宮本武史 | -                             |                |
| 12月04日        | 158  | ぼくらのハートビート          | 宮本武史 | ワイやまさん                  |                |
| 12月05日        | 159  | いとでんわネットワーク        | 飯塚貴士 | -                             |                |
| 12月06日        | 160  | 特別編 (20)                   | -        | ルールー                      | 山形県         |
| 2020年 01月13日 | 161  | オトッペ昔話 ツルのおんがえし | 向田邦彦 | -                             |                |
| 01月14日        | 162  | オードローズのいちにち町長    | 吉崎崇二 | -                             |                |
| 01月15日        | 163  | オトッカバトル！              | 飯塚貴士 | ベルベリー                    |                |
| 01月16日        | 164  | カラオケ金庫大作戦            | 向田邦彦 | -                             |                |
| 01月17日        | 165  | 特別編 (21)                   | -        | ハナビート                    | -              |
| 03月02日        | 166  | ヒーヒーとルールーの焼き肉    | 吉崎崇二 | -                             |                |
| 03月03日        | 167  | ひびけ！オトッペカップ        | 宮本武史 | -                             |                |
| 03月04日        | 168  | オトッペカップでひっさつ技    | 宮本武史 | フクビー                      |                |
| 03月05日        | 169  | ヤッホー！ やまびこ           | 向田邦彦 | -                             |                |
| 03月06日        | 170  | 特別編 (22)                   | -        | パティシーモフ                | 大分県         |

### 2020年度
上記通り、この年度から特別編のナンバリングが廃止され、個別にサブタイトルが記載されるようになった。
| 初回放送日      | 話数 | サブタイトル                                          | 脚本     | オトッペキャッチ              | 日本のオトッペ |
| --------------- | ---- | ----------------------------------------------------- | -------- | ----------------------------- | -------------- |
| 2020年 04月01日 | 171  | レコードなでなで？                                    | 宮本武史 | ウィンP                       |                |
| 04月02日        | 172  | めざせ！ ドップラー効果                               | 向田邦彦 | -                             |                |
| 04月03日        | 173  | 特別編 「犬のなきごえ、どう聞こえる？」               | -        | カットン                      | 東京都         |
| 06月15日        | 174  | オトッペおんど                                        | 飯塚貴士 | -                             |                |
| 06月16日        | 175  | 本のオトッペ                                          | 宮本武史 | -                             |                |
| 06月17日        | 176  | ものしりブックラーノ                                  | 宮本武史 | ブックラーノ                  |                |
| 06月18日        | 177  | オーロラのよる                                        | 飯塚貴士 | -                             |                |
| 06月19日        | 178  | 特別編 「食べるときの音、どう聞こえる？」             | -        | ポトレイン                    | 佐賀県         |
| 06月22日        | 179  | 町役場ひみつの部屋                                    | 向田邦彦 | -                             |                |
| 06月23日        | 180  | ウィンディとオトインコ                                | 向田邦彦 | -                             |                |
| 06月24日        | 181  | オト俳句                                              | 吉崎崇二 | ポトレイン (つるモード)       |                |
| 06月25日        | 182  | こねこねオトねんど                                    | 飯塚貴士 | -                             |                |
| 06月26日        | 183  | 特別編 「“オトッペおんど”を歌う天童よしみさん登場！」 | -        | モータロン                    | -              |
| 07月03日        | 184  | 特別編 「台所の音で“おとねんど”！」                   | -        | ウォッタ (ちからもちモード)   | 茨城県         |
| 08月31日        | 185  | うみには音がいっぱい                                  | 吉崎崇二 | -                             |                |
| 09月01日        | 186  | ウエスティのおみやげ                                  | 向田邦彦 | -                             |                |
| 09月02日        | 187  | 伝説のレコード                                        | 向田邦彦 | ウッドウッド (まちブラモード) |                |
| 09月03日        | 188  | ウィンディとロギ助                                    | 向田邦彦 | -                             |                |
| 09月04日        | 189  | 特別編 「ニワトリのなきごえ、どう聞こえる？」         | -        | ペッペラーノ                  | 京都府         |
| 10月12日        | 190  | 音までおいしいお菓子？                                | 宮本武史 | -                             |                |
| 10月13日        | 191  | オトッペタウンの忍者                                  | 宮本武史 | -                             |                |
| 10月14日        | 192  | 石忍法ドポンで見ちゃうの術                            | 宮本武史 | イシマル                      |                |
| 10月15日        | 193  | おなかのオトラック                                    | 飯塚貴士 | -                             |                |
| 10月16日        | 194  | 特別編 「おふろの音で“おとねんど”！」                 | -        | マネスキー                    | -              |
| 11月23日        | 195  | きこえない笛                                          | 飯塚貴士 | -                             |                |
| 11月24日        | 196  | オトッペむかしばなし おむすびころりん                 | 向田邦彦 | -                             |                |
| 11月25日        | 197  | にぎやかなソロキャン                                  | 宮本武史 | ウィンディ(たんていモード)    |                |
| 11月26日        | 198  | レコードはなぜ2枚あるの？                             | 吉崎崇二 | -                             |                |
| 11月27日        | 199  | 特別編 「くしゃみの音、どう聞こえる？」               | -        | グラストン                    | -              |
| 2021年 01月04日 | 200  | ざいもく亭ポクポク                                    | 向田邦彦 | -                             |                |
| 01月05日        | 201  | 音で味がかわる草!?                                    | 宮本武史 | -                             |                |
| 01月06日        | 202  | ドッカン！ ポン菓子                                   | 吉崎崇二 | グラストン (まじょモード)     |                |
| 01月07日        | 203  | かみでっぽうブラザーズ                                | 宮本武史 | -                             |                |
| 01月08日        | 204  | 特別編 「ノートの音で、おとねんど！」                 | -        | ウエスティ                    | -              |
| 02月22日        | 205  | カミナリキャンディー                                  | 吉崎崇二 | -                             |                |
| 02月23日        | 206  | 伝説のテッポウエビバトル                              | 飯塚貴士 | -                             |                |
| 02月26日        | 207  | 特別編 「カエルの鳴き声、どう聞こえる？」             | -        | エレキー                      | 埼玉県         |
| 03月12日        | 208  | 特別編 「しずくの音、どう聞こえる？」                 | -        | ウミッタ                      | 愛知県         |
| 03月24日        | 209  | 密室の中華鍋 なぞ編                                   | 向田邦彦 | イシマル (ぶんしんモード)     |                |
| 03月25日        | 210  | 密室の中華鍋 かいけつ編                               | 向田邦彦 | -                             |                |

### 2021年度
この年度から、特別編では「日本のオトッペ」に替わって「ブックラーノのオトクイズ」が行われるようになった（再放送は必ずしもその限りではない）。
| 初回放送日      | 話数 | サブタイトル                             | 脚本     | オトッペキャッチ                     |
| --------------- | ---- | ---------------------------------------- | -------- | ------------------------------------ |
| 2021年 04月05日 | 211  | シーナにプレゼント                       | 吉崎崇二 | -                                    |
| 04月09日        | 212  | 特別編 「ブックラーノのオトクイズ (1)」  | -        | ウィンディ (クイズモード)            |
| 05月14日        | 213  | 特別編 「ブックラーノのオトクイズ (2)」  | -        | メタルク (クイズモード)              |
| 06月18日        | 214  | 特別編 「ブックラーノのオトクイズ (3)」  | -        | ポトレイン                           |
| 08月20日        | 215  | 特別編 「ブックラーノのオトクイズ (4)」  | -        | イシマル                             |
| 09月27日        | 216  | ストローぶえ教室                         | 宮本武史 | -                                    |
| 09月28日        | 217  | おとの大きさをはかろう！                 | 向田邦彦 | -                                    |
| 09月29日        | 218  | きりのなかのおにごっこ                   | 飯塚貴士 | 番長ワイワイ                         |
| 09月30日        | 219  | とどけ！オレの声                         | 吉崎崇二 | -                                    |
| 10月01日        | 220  | 特別編 「ブックラーノのオトクイズ (5)」  | -        | ウィンディ                           |
| 10月25日        | 221  | 旅芸人、プースーブー                     | 向田邦彦 | -                                    |
| 10月26日        | 222  | プースーブーの超ヘリュージョン！         | 向田邦彦 | -                                    |
| 10月27日        | 223  | さよならブー                             | 吉崎崇二 | プー                                 |
| 10月28日        | 224  | イシマル、小さくなる                     | 宮本武史 | -                                    |
| 10月29日        | 225  | 特別編 「ブックラーノのオトクイズ (6)」  | -        | ウィンP                              |
| 11月22日        | 226  | よるのおと                               | 向田邦彦 | -                                    |
| 11月23日        | 227  | 食べごろのスイカ                         | 飯塚貴士 | -                                    |
| 11月24日        | 228  | バネバネせいじんからのでんわ             | 飯塚貴士 | スー                                 |
| 12月10日        | 229  | 特別編 「ブックラーノのオトクイズ (7)」  | -        | ウッドウッド（はなしかモード）       |
| 2022年 01月07日 | 230  | 特別編 「ブックラーノのオトクイズ (8)」  | -        | ブックラーノ                         |
| 01月31日        | 231  | キツツキコミュニケーション               | 宮本武史 | -                                    |
| 02月01日        | 232  | 映画の音をつくれ！                       | 向田邦彦 | -                                    |
| 02月02日        | 233  | 花火のヒュ〜                             | 吉崎崇二 | ブー                                 |
| 02月03日        | 234  | ノイズキャンセリングマシーン             | 宮本武史 | -                                    |
| 02月04日        | 235  | 特別編 「ブックラーノのオトクイズ (9)」  | -        | フレイミー                           |
| 03月04日        | 236  | 特別編 「ブックラーノのオトクイズ (10)」 | -        | メタルク                             |
| 03月28日        | 237  | タイムスリップDJ トラック1               | 吉崎崇二 | -                                    |
| 03月29日        | 238  | タイムスリップDJ トラック2               | 向田邦彦 | -                                    |
| 03月30日        | 239  | タイムスリップDJ トラック3               | 飯塚貴士 | ウィンディ（90年代前半ゲームモード） |
| 03月31日        | 240  | タイムスリップDJ トラック4               | 宮本武史 | -                                    |

### 2022年度
| 初回放送日      | 話数 | サブタイトル                             | 脚本     | オトッペキャッチ                        |
| --------------- | ---- | ---------------------------------------- | -------- | --------------------------------------- |
| 2022年 05月02日 | 241  | せんぷうきチューン                       | 宮本武史 | -                                       |
| 05月03日        | 242  | 対決！ソニックボール                     | 向田邦彦 | -                                       |
| 05月04日        | 243  | ドキュメント 何もしない男                | 飯塚貴士 | ボルボン                                |
| 05月05日        | 244  | ウキウキうまいもん通り                   | 吉崎崇二 | -                                       |
| 05月06日        | 245  | 特別編 「ブックラーノのオトクイズ (11)」 | -        | ボルボン（ツッコミモード）              |
| 07月18日        | 246  | 気分かえてみる？その1                    | 吉崎崇二 | -                                       |
| 07月19日        | 247  | 気分かえてみる？その2                    | 向田邦彦 | -                                       |
| 07月20日        | 248  | 気分かえてみる？その3                    | 飯塚貴士 | オトジェリーヌ                          |
| 07月21日        | 249  | 金属のオトッペ                           | 宮本武史 | -                                       |
| 07月22日        | 250  | 特別編 「ブックラーノのオトクイズ (12)」 | -        | ウィンディ（90年代前半ゲームモード）    |
| 10月03日        | 251  | ゲット・オン・ザ・風呂                   | 向田邦彦 | -                                       |
| 10月04日        | 252  | キッチン戦隊                             | 飯塚貴士 | -                                       |
| 10月05日        | 253  | うちのオカンがね                         | 向田邦彦 | オトッペ学園                            |
| 10月06日        | 254  | 【ＭＡＤ】ようこそオトッペタウンへ       | 飯塚貴士 | -                                       |
| 10月07日        | 255  | 特別編 「ブックラーノのオトクイズ (13)」 | -        | オトペリオン                            |
| 10月10日        | 256  | ウィンディウィンディウィンディ           | 宮本武史 | -                                       |
| 10月11日        | 257  | 西風転生（第一期）                       | 宮本武史 | -                                       |
| 10月12日        | 258  | 西風転生（第二期）                       | 吉崎崇二 | ファイティング・オトッパーズ            |
| 10月13日        | 259  | ブーの超能力                             | 吉崎崇二 | -                                       |
| 10月14日        | 260  | 特別編 「ブックラーノのオトクイズ (14)」 | -        | ウォッタ（90年代前半ゲームモード）      |
| 2023年 02月13日 | 261  | ショートオトッペ！                       | 向田邦彦 | -                                       |
| 02月14日        | 262  | 声優オーディション                       | 宮本武史 | -                                       |
| 02月15日        | 263  | 名門オトッペ野球部                       | 吉崎崇二 | ワイワイ（宇宙モード）                  |
| 02月16日        | 264  | オトッペタウン町長選挙                   | 飯塚貴士 | -                                       |
| 03月31日        | 265  | 世界一のDJめざシーナ                     | 宮本武史 | ファイティング・オトッパーズ ウィンディ |

### 2023年度
新作は放送されなかったが、最終回のオトッペキャッチがウィンディに変更されていた。2024年3月29日をもって放送終了。

## 備考
- 出演している声優のほとんどが大沢事務所に所属している。
- 放送開始に先立ち、2017年3月20日から2週間、10分間の紹介番組『新番組“オトッペ”とあそぼう』が放送された（ナレーション - 能登麻美子）。
- 2018年4月1日、公式エイプリルフール企画として、擬人化、メカニカル化パロディ『オトッペ学園』が公開された[45]。翌年にも題材を変えて『オドッペ魔踊学園-ENDLESS CHAIN REACTION-』として公開された[46]。2020年には公開されなかったが、代わりにエンディング「オトッペおんど」の映像に擬人化、メカニカル化されたオトッペたちが出演した[47][48]。これらの企画は、SNS上にオトッペたちの擬人化イラストが数多く投稿されていたことから、番組スタッフの手によって実現した[45]。
- 2022年7月21日(初回放送の日付)放送の№249『金属のオトッペ』に野性爆弾 くっきーが「明らかに人間の姿なのに、自らをオトッペと名乗る謎のキャラクター」として登場。作中メタルク(ちなみにこの回のメタルクはCGではなく着ぐるみだった)に注文したドラム缶を利用してスティールパンを製造し、仲間の田村拓也(ぴーかぶぅオーケストラ)がこれを使ってＯＰテーマ「ウキウキオトッペ」を演奏した。
- 2022年10月5日（初回放送の日付）放送の№253『うちのオカンがね』にお笑いコンビ ミルクボーイが「ミルクワイワイ」として登場。通常、ワイワイは一部の例外を除いて「ワイワイ」としか喋らないが、この二人はオナラをモチーフとしたシットコムで観衆や視聴者を大いに笑わせた。

## スタッフ
- 原案 - Teamオトッペ
- クリエイティブディレクター - 三浦竜郎
- 監督 - 矢吹涼子
- アートディレクション・キャラクター＆背景デザイン - おおばる
- シリーズ構成・脚本 - 宮本武史、向田邦彦、吉崎崇二、飯塚貴士
- 美術設定協力 - 水江未来、NesT.O.inc、both inc.、サトウテン
- CGプロデューサー - 森村幸正、野口秀昭、神林憲和、平本泰三、長尾賢治
- CGプロダクションマネージャー - 山本桂子
- アニメーションディレクター - 熊谷友作、安野友啓、大田有華
- テクニカルディレクター - 林輝望、岸田梓
- CGデザイナー - 岸田梓、岡本茜、安藤香央里、千田やよい、津田くみえ、沖田貢靖、山﨑亜也香、近村大和、橋本美紀
- CGアニメーター - 大野雅子、原佑里、磯谷涼汰、伊藤奈々美、山田遼、本間潤樹、沖田貢靖、長谷川朋代、満山雄一、西内裕人、林正鵬、髙見利彦
- コンポジット協力 - 重泉みゆき
- 演出 - 内藤晃、深谷英作
- オフライン編集 - 石田夕奈、土屋貴聖
- オンラインエディター - 松村桜子、小嶋悠介
- オンラインエディターアシスタント - 八坂遼太郎
- ミキサー - 望月資泰、大石篤
- ミキサーアシスタント - 吉田玲一、坂田かおる、小栗百代、田中萌生
- アニメーション制作 - pH studio
- アニメーション協力 - ビーンポッド、オクティグラフィカ、RAYLINE STUDIO、カーソル
- 音響監督 - 本山哲
- 音楽（劇伴） - Twoth
- サウンドデザイン - 寺村京子
- UXプランナー - 鈴木雅子
- アートディレクション（アプリ、WEB） - 小山秀一郎
- コピーライター - 坂本美慧、安慶田隼
- オープニング演出・アニメーション - TANGE FILMS
- エンディング演出・撮影 - 演出 - 飯塚貴士、撮影 - 古野達也、制作進行 - 真山瞬作
- プロダクションマネージャー - 四元明日香、松澤拓也、須原花梨
- プロデューサー - 中原美和、永田弘道、佐藤秀樹、谷内正樹、郡司牧人、鈴木丈亮、石川聡子、蔵本昌也、山崎朱紀、礒部亜希子
- 制作統括 - 近江寧基、山田淳、伊神千寿、小嶺良輔
- 制作・著作 - NHK、オトッペ町役場（NHKエデュケーショナル、博報堂、博報堂アイ・スタジオ、ロボット、東北新社）

## アプリ・WEB制作
- 制作会社 - FUTUREK INC. TOKYO BRANCH
- プロデューサー - 小林大輔
- プロジェクトマネージャー - 手嶋裕太
- ディレクター - 三好航一郎
- デザイナー - 幸田吏絵、松本明由美
- テクニカルディレクター - 西内功、荒張正一郎
- プログラマー - 長谷川恭央、佐藤孔明

## 映画
『劇場版オトッペ パパ・ドント・クライ』（げきじょうばんオトッペ パパ・ドント・クライ）は、2021年10月15日公開のミュージカル映画。2022年5月5日（こどもの日）15時から『Eテレ こどもの日まつり』の一作品としてEテレで放送（50分の短縮バージョン）。

### あらすじ
ある朝、どこからかウィンディにそっくりな赤ちゃんオトッペが現れ、ウィンディはリルと名付けたその赤ちゃんを育てることになる。ウィンディは、規則正しい生活や慣れないお世話に悪戦苦闘しながらも、リルと徐々に心を通わせていく。しかし、リルにはある秘密があり、ウィンディたちはドタバタの大騒動に巻き込まれていくのだった。

### 登場キャラクター
ウィンディ
声 - 井口裕香
シーナ
声 - 久野美咲
リル
声 - 稲垣来泉
ウエスティ
声 - 西島秀俊
ウタウーネ16世
声 - 藤原紀香
ラララッタ大臣
声 - 斎藤工
スイスイ・エリコ
声 - 渡辺江里子（阿佐ヶ谷姉妹）
スイスイ・ミホ
声 - 木村美穂（阿佐ヶ谷姉妹）
スイスイ・ヴァンガード
声 - MoeMi
フクビー
声 - 福田充徳（チュートリアル）

### スタッフ
- 監督 - 飯塚貴士
- 音楽 - 吉田ゐさお

## プラネタリウム番組
五藤光学研究所とオトッペ町役場が制作したプラネタリウム番組『オトッペのウキウキオトペタリウム －星座に音をつけようYO!－』が2020年に配信されている。上映時間22分。

### あらすじ
シーナはある日、ウィンディ、メタルクと一緒に「オトUFO」に乗って宇宙へ。宇宙でDJプレイをしようとするが、宇宙には音がないため音が出ない。慌てふためくシーナ達が出会ったのは、星空に輝く星座達。星座達も音が欲しいようで、シーナは星座達の悩みを音で解決しようとするが…。

### 登場キャラクター
シーナ
声 - 久野美咲
ウィンディ
声 - 井口裕香
メタルク
声 - 千葉進歩
ウッドウッド
声 - 木内秀信
ウォッタ
声 - 小原好美
かに座
声 - 島袋美由利
さそり座
声 - 金子彩花
ふたご座
声 - 山下誠一郎
はくちょう座
声 - 飯島肇

### スタッフ
- 企画・制作 - オトッペ町役場・五藤光学研究所
- 制作 - ロボット

## 映像ソフト
DVD
- オトッペ